# Leende dansmusik 88
Leende dansmusik 88 är ett studioalbum från 1988 av det svenska dansbandet Matz Bladhs. Det placerade sig som högst på 16:e plats på den svenska albumlistan.

## Låtlista
1. Den enda jord vi har
2. Lite blyg
3. Mio min Mio
4. Tunna skivor
5. Bortom gryningen
6. K får stå för kärlek
7. Minns du sommarens sång
8. Flicka, jägaren och priset
9. Se kärlekens ljus
10. En doft av sommartid
11. La Paloma
12. En vän som bryr sig om
13. En famn med rosor
14. Övergivna hjärtans kapell
15. Bara du och jag

## Listplaceringar
| Lista (1988) | Topplacering |
| ------------ | ------------ |
| Sverige      | 16           |